# Hobby Japan
 (mars 2020).
Si vous disposez d'ouvrages ou d'articles de référence ou si vous connaissez des sites web de qualité traitant du thème abordé ici, merci de compléter l'article en donnant les références utiles à sa vérifiabilité et en les liant à la section « Notes et références ».
Hobby Japan Co., Ltd. (株式会社ホビージャパン, Kabushiki gaisha Hobī Japan) est une entreprise japonaise créée en 1969, qui édite des mangas, light novels, artbook, jeux de rôle, jeux de guerre, figurines articulées et jeux vidéo. Hobby Japan possèdent les filiales HJ Bunko et Charano!.
Hobby Japan a racheté le magazine Asahi Sonorama en 2007.
Hobby Japan a des accords sur certains produits de la maison d'édition Kerokero Ace (Kadokawa Shoten) comme le magazine Gundam Ace. Depuis janvier 2009 est publié Hobby Japan Magazine, consacré aux figurines et jouets que fabrique l'entreprise.

## Séries
- AIKa R-16: Virgin Mission
- Arcana Famiglia
- Armored Trooper Votoms
- Black Rock Shooter
- By the Grace of the Gods
- Demon King Daimao
- Reborn to Master the Blade: From Hero-King to Extraordinary Squire
- Fighting Fantasy version japonaise
- Idolmaster: Xenoglossia
- Madlax the Bible  (artbook 2005)
- Mnemosyne (anime)
- Queen's Blade
- Ruin Explorers (秘境探検ファム&イーリー, Hikyō Tanken Famu to Īrī?)
- Stormbringer (jeu de rôle)
- Hyakka-Ryoran Samurai Girls
- Ultraseven X (ウルトラセブン エックス)

### Charano!(magazine)
Charano! (キャラの) est un magazine créé en 2006. Il est spécialisé dans les mangas shōnen, seinen, jeux de rôle, light novel, etc.
- Alexion Saga
- Armored Trooper Votoms: Command Vorct
- Chōkōseijo Becky
- Dungeons & Dragons Replay
- Fake-Fake: Mozō Ohjo Sōdōki
- Gekitō! Queen's Blade
- Goddess!
- Idolmaster Xenoglossia: Iori Sunshine!+
- My-HiME Destiny
- Girls Magic d'Akemi Takada
- Neverland Chronicle
- Nihon Jōkū Irassaimase
- Yūgeshō

## Jeux
- Cruise Chaser Blassty
- Fluxx

## Artbook
- The Invitation to SHISOROKU (2011)

## Autres magazines
- GAME JAPAN（旧ゲームぎゃざ）
- ARMS Magazine (アームズマガジン)
- uchusen (宇宙船 (雑誌)
- Card Gamer (カードゲーマー)